# Leucospermum harpagonatum
Leucospermum harpagonatum är en tvåhjärtbladig växtart som beskrevs av J.P. Rourke. Leucospermum harpagonatum ingår i släktet Leucospermum och familjen Proteaceae. Inga underarter finns listade i Catalogue of Life.